# Campionato mondiale di hockey su ghiaccio Under-18 2007
Il 9º Campionato mondiale di hockey su ghiaccio U-18 è stato assegnato dall'International Ice Hockey Federation alla Finlandia, che lo ha ospitato nelle città di Tampere e di Rauma nel periodo tra l'11 e il 22 aprile 2007. Le partite si sono disputate in due diversi palazzetti, la Tampereen jäähalli di Tampere, palazzetto della squadra della SM-liiga del Tappara, e la Äijänsuo Arena di Rauma, che ospita i match casalinghi del Lukko. Nella finale la Russia si è aggiudicata il terzo titolo sconfiggendo i campioni uscenti degli Stati Uniti con il punteggio di 6-5. Al terzo posto invece è giunta la Svezia, che ha avuto la meglio sul Canada per 8-3.

## Campionato di gruppo A

### Partecipanti
Al torneo prendono parte 10 squadre:
| 8 dall'Europa     | Finlandia | Germania    |
| 8 dall'Europa     | Lettonia  | Rep. Ceca   |
| 8 dall'Europa     | Russia    | Slovacchia  |
| 8 dall'Europa     | Svezia    | Svizzera    |
| 2 dal Nordamerica | Canada    | Stati Uniti |

### Gironi preliminari
Le dieci squadre partecipanti sono state divise in due gironi da 5 cinque squadre ciascuno: le compagini che si classificano al primo posto nel rispettivo girone si qualificano direttamente alle semifinali. La seconda e la terza classifica di ciascun raggruppamento disputano invece i quarti di finale. La quarta e la quinta giocano infine un ulteriore girone al termine del quale le ultime due classificate vengono retrocesse in Prima Divisione.

#### Girone A
| Rauma 12 aprile 2007, ore 16:00 UTC+3 | Canada | 7 – 3 (3-1; 2-1; 2-1) referto | Germania | Äijänsuo Arena (1.490 spett.) |

| Rauma 12 aprile 2007, ore 19:30 UTC+3 | Russia | 5 – 3 (1-1; 1-1; 3-1) referto | Stati Uniti | Äijänsuo Arena (1.639 spett.) |

| Rauma 13 aprile 2007, ore 16:00 UTC+3 | Germania | 1 – 9 (0-5; 1-2; 0-2) referto | Stati Uniti | Äijänsuo Arena (1.244 spett.) |

| Rauma 13 aprile 2007, ore 19:30 UTC+3 | Russia | 6 – 3 (2-0; 2-2; 2-1) referto | Lettonia | Äijänsuo Arena (1.370 spett.) |

| Rauma 14 aprile 2007, ore 16:00 UTC+3 | Lettonia | 1 – 9 (0-4; 0-2; 1-3) referto | Canada | Äijänsuo Arena (1.156 spett.) |

| Rauma 15 aprile 2007, ore 15:00 UTC+3 | Germania | 1 – 3 (0-0; 0-1; 1-2) referto | Russia | Äijänsuo Arena (2.031 spett.) |

| Rauma 15 aprile 2007, ore 18:30 UTC+3 | Stati Uniti    | 2 – 2 (d.t.s.) (0-1; 1-0; 1-1; 0-0) referto | Canada | Äijänsuo Arena (2.631 spett.) |
| Shootout 0 – 1                        |                |                                             |        |                               |
|                                       |                |                                             |        |                               |
|                                       | Shootout 0 – 1 |                                             |        |                               |

| Rauma 16 aprile 2007, ore 16:00 UTC+3 | Lettonia | 2 – 3 (0-2; 2-0; 0-1) referto | Germania | Äijänsuo Arena (1.008 spett.) |

| Rauma 17 aprile 2007, ore 16:00 UTC+3 | Stati Uniti | 8 – 0 (4-0; 1-0; 3-0) referto | Lettonia | Äijänsuo Arena (2.032 spett.) |

| Rauma 17 aprile 2007, ore 19:30 UTC+3 | Canada | 5 – 2 (1-1; 3-1; 1-0) referto | Russia | Äijänsuo Arena (2.568 spett.) |

| Pos. |             | PG | V | VOT | POT | P | GF | GS | DR  | Pt | Accede a             |
| 1.   | Canada      | 4  | 3 | 1   | 0   | 0 | 24 | 8  | +16 | 11 | Semifinali           |
| 2.   | Russia      | 4  | 3 | 0   | 0   | 1 | 16 | 12 | +4  | 9  | Quarti di finale     |
| 3.   | Stati Uniti | 4  | 2 | 0   | 1   | 1 | 22 | 9  | +13 | 7  | Quarti di finale     |
| 4.   | Germania    | 4  | 1 | 0   | 0   | 3 | 3  | 8  | -5  | 3  | Girone Retrocessione |
| 5.   | Lettonia    | 4  | 0 | 0   | 0   | 4 | 6  | 26 | -20 | 0  | Girone Retrocessione |

#### Girone B
| Rauma 11 aprile 2007, ore 17:30 UTC+3 | Svezia         | 1 – 1 (d.t.s.) (1-1; 0-0; 0-0; 0-0) referto | Finlandia | Äijänsuo Arena (4.323 spett.) |
| Shootout 1 – 0                        |                |                                             |           |                               |
|                                       |                |                                             |           |                               |
|                                       | Shootout 1 – 0 |                                             |           |                               |

| Tampere 12 aprile 2007, ore 15:00 UTC+3 | Rep. Ceca | 4 – 2 (1-1; 3-0; 0-1) referto | Svizzera | Tampereen jäähalli (1.535 spett.) |

| Tampere 13 aprile 2007, ore 16:00 UTC+3 | Svezia | 3 – 6 (1-1; 0-3; 2-2) referto | Slovacchia | Tampereen jäähalli (1.298 spett.) |

| Tampere 13 aprile 2007, ore 19:30 UTC+3 | Svizzera | 5 – 1 (2-1; 2-0; 1-0) referto | Finlandia | Tampereen jäähalli (2.702 spett.) |

| Tampere 14 aprile 2007, ore 15:00 UTC+3 | Slovacchia     | 2 – 2 (d.t.s.) (0-0; 2-1; 0-1; 0-0) referto | Rep. Ceca | Tampereen jäähalli (1.648 spett.) |
| Shootout 0 – 1                          |                |                                             |           |                                   |
|                                         |                |                                             |           |                                   |
|                                         | Shootout 0 – 1 |                                             |           |                                   |

| Tampere 15 aprile 2007, ore 15:00 UTC+3 | Svizzera | 0 – 2 (0-0; 0-2; 0-0) referto | Svezia | Tampereen jäähalli (1.890 spett.) |

| Tampere 15 aprile 2007, ore 18:30 UTC+3 | Finlandia | 4 – 2 (4-1; 0-1; 0-0) referto | Rep. Ceca | Tampereen jäähalli (4.220 spett.) |

| Tampere 16 aprile 2007, ore 15:00 UTC+3 | Slovacchia | 0 – 4 (0-1; 0-1; 0-2) referto | Svizzera | Tampereen jäähalli (1.401 spett.) |

| Tampere 17 aprile 2007, ore 16:00 UTC+3 | Rep. Ceca | 0 – 3 (0-1; 0-0; 0-2) referto | Svezia | Tampereen jäähalli (918 spett.) |

| Tampere 17 aprile 2007, ore 19:30 UTC+3 | Finlandia | 0 – 1 (0-0; 0-1; 0-0) referto | Slovacchia | Tampereen jäähalli (2.590 spett.) |

| Pos. |            | PG | V | VOT | POT | P | GF | GS | DR | Pt | Accede a             |
| 1.   | Svezia     | 4  | 2 | 1   | 0   | 1 | 10 | 7  | +3 | 8  | Semifinali           |
| 2.   | Slovacchia | 4  | 2 | 0   | 1   | 1 | 9  | 10 | -1 | 7  | Quarti di finale     |
| 3.   | Svizzera   | 4  | 2 | 0   | 0   | 2 | 11 | 7  | +4 | 6  | Quarti di finale     |
| 4.   | Rep. Ceca  | 4  | 1 | 1   | 0   | 2 | 9  | 11 | -2 | 5  | Girone Retrocessione |
| 5.   | Finlandia  | 4  | 1 | 0   | 1   | 2 | 6  | 10 | -4 | 4  | Girone Retrocessione |

### Girone per non retrocedere
Le ultime due classificate di ogni raggruppamento si sfidano in un girone all'italiana di sola andata. Le prime due classificate guadagnano la permanenza nel Gruppo A, mentre le ultime vengono retrocesse in Prima Divisione. Le sfide tra squadre provenienti dallo stesso girone si disputano, ma tutte le squadre ereditano i punti e la differenza reti delle partite precedentemente giocate. Pertanto Germania e Finlandia partono da 3 punti in virtù delle vittorie rispettivamente su Lettonia e Repubblica Ceca.
| Rauma 19 aprile 2007, ore 15:00 UTC+3 | Rep. Ceca | 4 – 1 (1-0; 2-0; 1-1) referto | Lettonia | Äijänsuo Arena (979 spett.) |

| Rauma 19 aprile 2007, ore 18:30 UTC+3 | Germania | 3 – 4 (1-2; 2-1; 0-1) referto | Finlandia | Äijänsuo Arena (1.405 spett.) |

| Rauma 20 aprile 2007, ore 15:00 UTC+3 | Germania | 6 – 3 (1-2; 2-1; 3-0) referto | Rep. Ceca | Äijänsuo Arena (731 spett.) |

| Rauma 20 aprile 2007, ore 18:30 UTC+3 | Lettonia | 3 – 6 (0-1; 2-2; 1-3) referto | Finlandia | Äijänsuo Arena (1.238 spett.) |

| Pos. |           | PG | V | VOT | POT | P | GF | GS | DR | Pt |
| 1.   | Finlandia | 3  | 3 | 0   | 0   | 0 | 14 | 8  | +6 | 9  |
| 2.   | Germania  | 3  | 2 | 0   | 0   | 1 | 12 | 9  | +3 | 6  |
| 3.   | Rep. Ceca | 3  | 1 | 0   | 0   | 2 | 9  | 11 | -2 | 3  |
| 4.   | Lettonia  | 3  | 0 | 0   | 0   | 3 | 6  | 13 | -7 | 0  |

### Fase ad eliminazione diretta
|  | Quarti di finale | Quarti di finale | Quarti di finale |  |  | Semifinali | Semifinali  | Semifinali |  |  | Finali          | Finali          | Finali          |
|  |                  |                  |                  |  |  |            |             |            |  |  |                 |                 |                 |
|  |                  |                  |                  |  |  | B1         | Svezia      | 4          |  |  |                 |                 |                 |
|  | A2               | Russia           | 4                |  |  | A2         | Russia      | 5          |  |  |                 |                 |                 |
|  | B3               | Svizzera         | 3                |  |  |            |             |            |  |  | A2              | Russia          | 6               |
|  |                  |                  |                  |  |  |            |             |            |  |  | A3              | Stati Uniti     | 5               |
|  |                  |                  |                  |  |  | A1         | Canada      | 3          |  |  |                 |                 |                 |
|  | B2               | Slovacchia       | 2                |  |  | A3         | Stati Uniti | 4          |  |  | Finale 3° posto | Finale 3° posto | Finale 3° posto |
|  | A3               | Stati Uniti      | 7                |  |  |            |             |            |  |  | B1              | Svezia          | 8               |
|  |                  |                  |                  |  |  |            |             |            |  |  | A1              | Canada          | 3               |

#### Quarti di finale
| Tampere 19 aprile 2007, ore 15:00 UTC+3 | Russia | 4 – 3 (d.t.s.) (2-1; 0-0; 1-2) referto | Svizzera | Tampereen jäähalli (724 spett.) |

| Tampere 19 aprile 2007, ore 18:30 UTC+3 | Slovacchia | 2 – 7 (1-2; 1-3; 0-2) referto | Stati Uniti | Tampereen jäähalli (1.204 spett.) |

#### Semifinali
| Tampere 20 aprile 2007, ore 15:00 UTC+3 | Svezia | 4 – 5 (0-0; 2-3; 2-2) referto | Russia | Tampereen jäähalli (955 spett.) |

| Tampere 20 aprile 2007, ore 18:30 UTC+3 | Canada         | 3 – 3 (d.t.s.) (0-1; 3-1; 0-1; 0-0) referto | Stati Uniti | Tampereen jäähalli (1.505 spett.) |
| Shootout 0 – 1                          |                |                                             |             |                                   |
|                                         |                |                                             |             |                                   |
|                                         | Shootout 0 – 1 |                                             |             |                                   |

#### Finale per il 5º posto
| Tampere 21 aprile 2007, ore 18:30 UTC+3 | Svizzera | 1 – 4 (0-0; 0-1; 1-3) referto | Slovacchia | Tampereen jäähalli (416 spett.) |

#### Finale per il 3º posto
| Tampere 22 aprile 2007, ore 14:00 UTC+3 | Svezia | 8 – 3 (2-0; 1-2; 5-1) referto | Canada | Tampereen jäähalli (2.182 spett.) |

#### Finale
| Tampere 22 aprile 2007, ore 18:00 UTC+3 | Russia | 6 – 5 (2-3; 2-1; 2-1) referto | Stati Uniti | Tampereen jäähalli (2.279 spett.) |

### Classifica marcatori
| Giocatore          | PG | G | A | Pt | +/- | MP |
| ------------------ | -- | - | - | -- | --- | -- |
| James van Riemsdyk | 7  | 5 | 7 | 12 | +2  | 4  |
| Colin Wilson       | 7  | 5 | 7 | 12 | +3  | 4  |
| Jordan Schroeder   | 7  | 4 | 7 | 11 | +3  | 0  |
| Steven Stamkos     | 6  | 2 | 8 | 10 | +2  | 8  |
| Adam Bezak         | 6  | 4 | 5 | 9  | +4  | 6  |
| Nikita Filatov     | 7  | 4 | 5 | 9  | +4  | 6  |
| Simon Hjalmarsson  | 6  | 4 | 5 | 9  | +8  | 4  |
| Aleksej Čerepanov  | 7  | 5 | 3 | 8  | 0   | 6  |
| Jamie Arniel       | 6  | 3 | 5 | 8  | +3  | 10 |
| Mikael Backlund    | 6  | 6 | 1 | 7  | 0   | 6  |

### Classifica portieri
| Giocatore      | Min    | TC  | GS | SO | MGS  | Sv%   |
| -------------- | ------ | --- | -- | -- | ---- | ----- |
| Robert Mayer   | 304:15 | 145 | 11 | 1  | 2.17 | 92.41 |
| Jaroslav Janus | 267:37 | 177 | 14 | 0  | 3.14 | 92.09 |
| Juha Metsola   | 198:38 | 86  | 7  | 0  | 2.11 | 91.86 |
| Trevor Cann    | 366:10 | 219 | 18 | 0  | 2.95 | 91.78 |
| Mark Owuya     | 345:00 | 143 | 13 | 2  | 2.26 | 90.91 |

### Classifica finale
| Pos | Squadra     |
| --- | ----------- |
| 1   | Russia      |
| 2   | Stati Uniti |
| 3   | Svezia      |
| 4   | Canada      |
| 5   | Slovacchia  |
| 6   | Svizzera    |
| 7   | Finlandia   |
| 8   | Germania    |
| 9   | Rep. Ceca   |
| 10  | Lettonia    |

| Promosse nel Gruppo A:         | Bielorussia | Danimarca |
| Retrocesse in Prima divisione: | Rep. Ceca   | Lettonia  |

#### Riconoscimenti
Riconoscimenti individuali
| Premio                  | Giocatore          |
| ----------------------- | ------------------ |
| Miglior giocatore (MVP) | James van Riemsdyk |
| Miglior portiere        | Josh Unice         |
| Miglior difensore       | Kevin Shattenkirk  |
| Miglior attaccante      | James van Riemsdyk |

All-Star Team

| Attacco:  | Alexei Cherepanov – James van Riemsdyk – Steven Stamkos |
| Difesa:   | Victor Hedman – Kevin Shattenkirk                       |
| Portiere: | Josh Unice                                              |

## Prima Divisione
Il Campionato di Prima Divisione si è svolto in due gironi all'italiana. Il Gruppo A ha giocato a Maribor, in Slovenia, fra il 6 e il 12 aprile 2007. Il Gruppo B ha giocato a Sanok, in Polonia, fra il 4 e il 10 aprile 2007:

### Gruppo A
| Pos. |             | PG | V | VOT | POT | P | GF | GS | DR  | Pt |
| 1.   | Bielorussia | 5  | 4 | 1   | 0   | 0 | 37 | 10 | +27 | 14 |
| 2.   | Slovenia    | 5  | 3 | 0   | 1   | 1 | 22 | 20 | +2  | 10 |
| 3.   | Kazakistan  | 5  | 2 | 1   | 0   | 2 | 24 | 18 | +6  | 8  |
| 4.   | Italia      | 5  | 2 | 0   | 1   | 2 | 19 | 20 | -1  | 7  |
| 5.   | Austria     | 5  | 1 | 0   | 1   | 3 | 14 | 21 | -7  | 4  |
| 6.   | Francia     | 5  | 0 | 1   | 0   | 4 | 13 | 40 | -27 | 2  |

### Gruppo B
| Pos. |             | PG | V | VOT | POT | P | GF | GS | DR  | Pt |
| 1.   | Danimarca   | 5  | 5 | 0   | 0   | 0 | 22 | 6  | +16 | 15 |
| 2.   | Giappone    | 5  | 3 | 1   | 0   | 1 | 22 | 13 | +9  | 11 |
| 3.   | Norvegia    | 5  | 2 | 0   | 2   | 1 | 22 | 19 | +3  | 8  |
| 4.   | Polonia     | 5  | 2 | 0   | 0   | 3 | 16 | 26 | -10 | 6  |
| 5.   | Ucraina     | 5  | 1 | 1   | 0   | 3 | 15 | 17 | -2  | 5  |
| 6.   | Regno Unito | 5  | 0 | 0   | 0   | 5 | 10 | 26 | -16 | 0  |

| Promosse nel Gruppo A:           | Bielorussia | Danimarca   |
| Retrocesse in Seconda Divisione: | Francia     | Regno Unito |

## Seconda Divisione
Il Campionato di Seconda Divisione si è svolto in due gironi all'italiana. Il Gruppo A ha giocato a Miskolc, in Ungheria, fra il 15 e il 21 aprile 2007. Il Gruppo B ha giocato a Miercurea Ciuc, in Romania, fra il 12 e il 18 marzo 2007:

### Gruppo A
| Pos. |             | PG | V | VOT | POT | P | GF | GS | DR  | Pt |
| 1.   | Paesi Bassi | 5  | 5 | 0   | 0   | 0 | 39 | 9  | +30 | 15 |
| 2.   | Ungheria    | 5  | 4 | 0   | 0   | 1 | 48 | 7  | +39 | 12 |
| 3.   | Estonia     | 5  | 2 | 1   | 0   | 2 | 21 | 23 | -2  | 8  |
| 4.   | Belgio      | 5  | 2 | 0   | 0   | 3 | 17 | 37 | -20 | 6  |
| 5.   | Israele     | 5  | 1 | 0   | 0   | 4 | 11 | 36 | -25 | 3  |
| 6.   | Messico     | 5  | 0 | 0   | 1   | 4 | 9  | 33 | -24 | 1  |

### Gruppo B
| Pos. |               | PG | V | VOT | POT | P | GF | GS | DR  | Pt |
| 1.   | Lituania      | 5  | 5 | 0   | 0   | 0 | 32 | 9  | +23 | 15 |
| 2.   | Corea del Sud | 5  | 3 | 1   | 0   | 1 | 27 | 14 | +13 | 11 |
| 3.   | Croazia       | 5  | 2 | 0   | 2   | 4 | 24 | 19 | +5  | 8  |
| 4.   | Romania       | 5  | 2 | 0   | 0   | 3 | 15 | 25 | -10 | 6  |
| 5.   | Australia     | 5  | 0 | 2   | 0   | 3 | 13 | 25 | -12 | 4  |
| 6.   | Serbia        | 5  | 0 | 0   | 1   | 4 | 10 | 29 | -19 | 1  |

| Promosse in Prima Divisione:   | Paesi Bassi | Lituania |
| Retrocesse in Terza Divisione: | Messico     | Serbia   |

## Terza Divisione
Il Campionato di Terza Divisione si è svolto in un unico girone all'italiana a Pechino, in Cina, fra il 5 e l'11 marzo 2007. Il 28 gennaio a İzmit, in Turchia, si è disputato uno spareggio di qualificazione alla Terza Divisione vinto dalla Turchia sulla Bulgaria per 3-2:
| Pos. |               | PG | V | VOT | POT | P | GF | GS | DR  | Pt |
| 1.   | Spagna        | 5  | 5 | 0   | 0   | 0 | 54 | 9  | +45 | 15 |
| 2.   | Cina          | 5  | 4 | 0   | 0   | 1 | 46 | 16 | +30 | 12 |
| 3.   | Islanda       | 5  | 3 | 0   | 0   | 2 | 41 | 17 | +24 | 9  |
| 4.   | Nuova Zelanda | 5  | 2 | 0   | 0   | 3 | 30 | 25 | +5  | 6  |
| 5.   | Sudafrica     | 5  | 1 | 0   | 0   | 4 | 11 | 53 | -42 | 3  |
| 6.   | Turchia       | 5  | 0 | 0   | 0   | 5 | 6  | 68 | -62 | 0  |

| Promosse in Seconda Divisione:      | Spagna  | Cina   |
| Retrocesse dalla Seconda Divisione: | Messico | Serbia |